# Auratonota
Auratonota is een geslacht van vlinders van de familie bladrollers (Tortricidae), uit de onderfamilie Chlidanotinae.

## Soorten
- A. aenigmatica (Meyrick, 1911)
- A. aurantica (Busck, 1920)
- A. dispersa Brown, 1990
- A. dominica Brown, 1993
- A. hydrogramma (Meyrick, 1912)
- A. petalocrossa (Meyrick, 1926)